# وحدت، سغد
وحدت دهه و جماعتی در تاجیکستان است که در ناحیه دیواشتیچ واقع شده‌است. وحدت ۳۱٬۹۵۵ نفر جمعیت دارد.